# Polotsk
Polotsk (en russe : Полоцк) ou Polatsk (en biélorusse : Полацк ; en polonais : Polock) est une ville de la voblast de Vitebsk, en Biélorussie, et le centre administratif du raïon de Polatsk. Sa population s'élevait à 85 012 habitants en 2017.

## Géographie
Polatsk est arrosée par la Dvina et située à 94 km au nord-ouest de Vitebsk et à 193 km au nord-est de Minsk. La ville est desservie par une gare et une base aérienne.

## Origine du nom
Polatsk, appelée Polotesk par les Protoslaves, est dérivé du nom d'une petite rivière affluente de la Dvina, la Polota. La ville fut ensuite appelée Paleskja et Paltejsborg par les Vikings et le nom actuel apparut au temps de la Rus' de Kiev. La graphie Polotsk, couramment utilisée à l'étranger, reflète l'orthographe russe, tandis que la graphie Polatsk reflète l'orthographe biélorusse. 

## Histoire

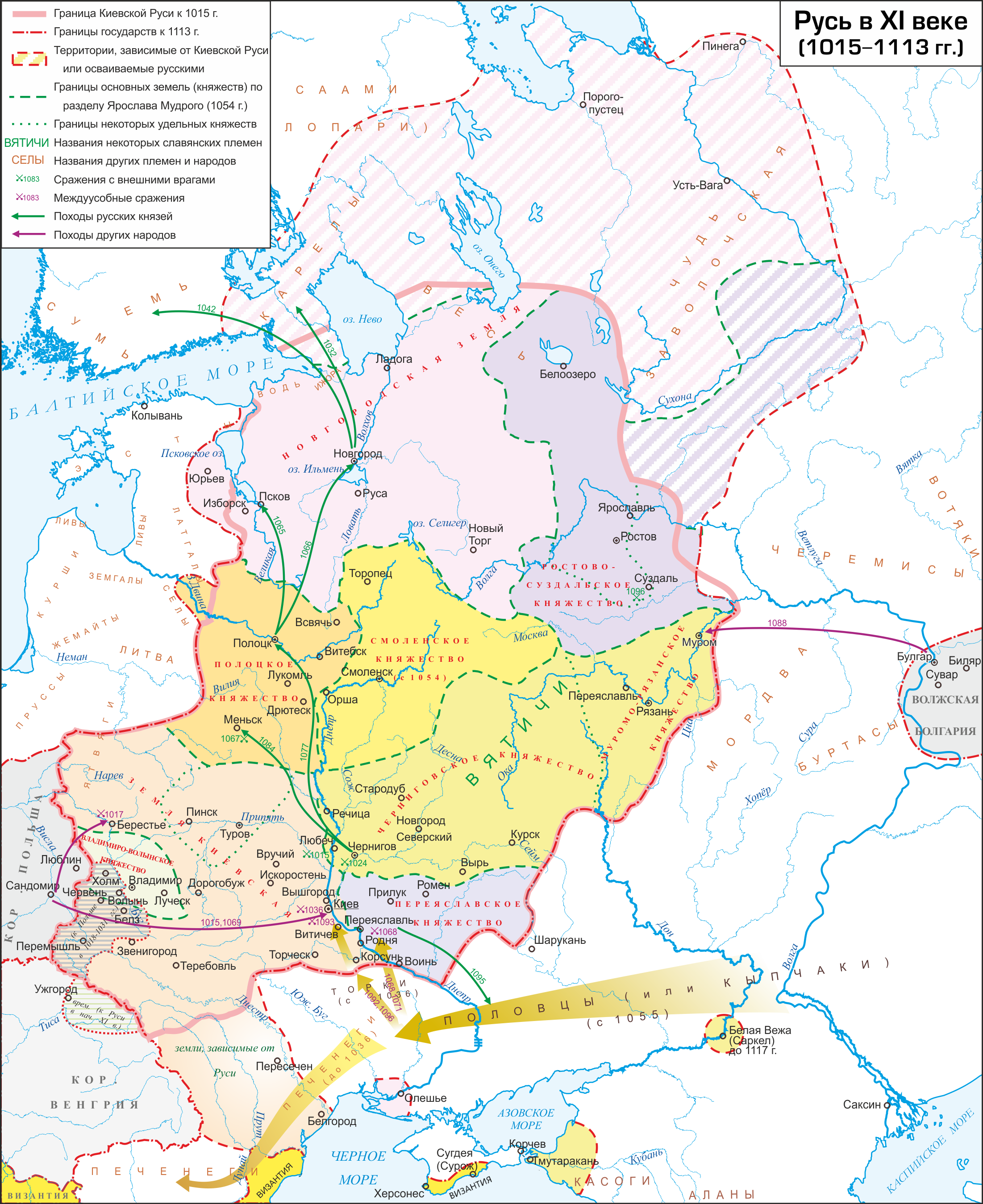
La principauté de Polotsk (en orange) dans la Rus' de Kiev

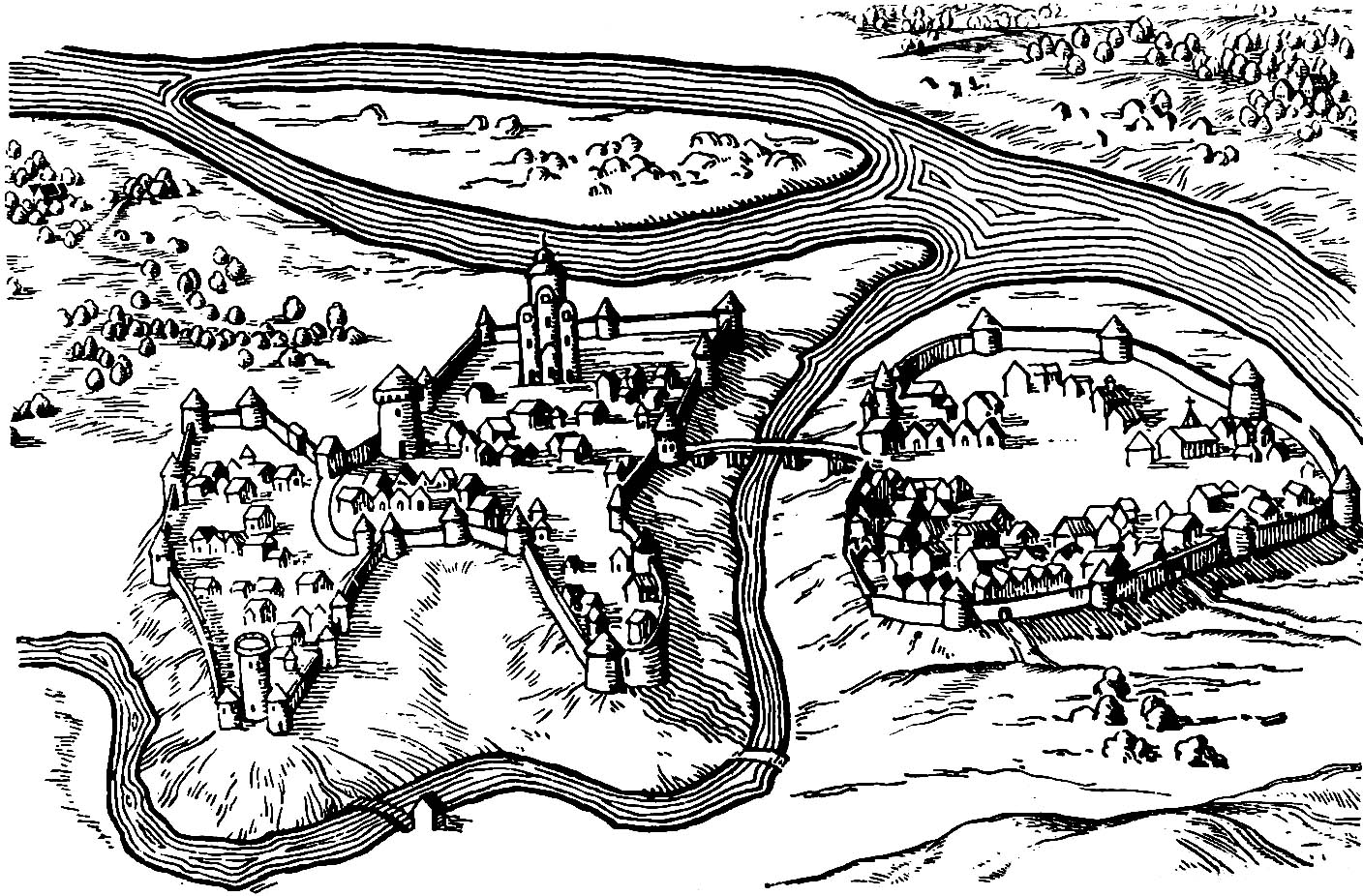
Polotsk au XVIe siècle

Polatsk est une des plus anciennes villes d'Europe de l'Est. Elle fut mentionnée pour la première fois dans une chronique de 862 et elle était à l'époque la capitale de la principauté de Polotsk, un des États slaves primitifs. Le premier prince connu est un certain Rogvold. La principauté, vassale de la Rus' de Kiev, était une grande nation marchande, qui commerçait avec les autres États slaves et la Scandinavie. Les Allemands installèrent d'ailleurs à Polatsk un comptoir de la Ligue hanséatique.
La ville était alors une des plus grandes de la région, et les sagas nordiques la décrivaient comme la plus fortifiée de la Rus' de Kiev. La principauté correspondait en grande partie à la Biélorussie actuelle et, par là, Polatsk est en quelque sorte la première capitale biélorusse.

### Une ville christianisée tardivement
La première mention du christianisme dans les chroniques russes date seulement de la fin du XIe siècle : c'est la construction par sainte Euphrosyne de Polotsk d'un monastère de femmes, le monastère du Sauveur-Sainte-Euphrosyne qui rayonne toujours malgré plusieurs périodes d'interruption. Le prince le plus influent de la principauté, Vseslav, fit par la suite construire à Polatsk de 1044 à 1066 la cathédrale Sainte-Sophie, qui était considérée au Moyen Âge comme une merveille d'architecture. Elle fut rebâtie vers 1740 en style baroque pour la communauté uniate.
La principauté cessa d'exister en 1307, lorsque, menacée par les invasions mongoles et tatares, elle demanda son annexion au Grand-duché de Lituanie. Polatsk ne tomba pas pour autant en déshérence et devint le principal centre de commerce du grand-duché tout en étant capitale de voïvodie (cf. Voïvodie de Polotsk). Polatsk reçut en 1498 des privilèges urbains (droit de Magdebourg), qui régissaient le commerce et la justice.

### Un objectif stratégique pendant lacampagne de Russie(1812)
Parce qu'il souhaite protéger son flanc gauche, à mesure que la Grande Armée s'enfonce dans la Russie en direction de Moscou, Napoléon détache le IIème corps d'armée vers le nord, sous le commandement du maréchal Oudinot, constitué de troupes françaises pour deux tiers, et de Suisses et de Bavarois. Polatsk est considérée comme une position stratégique destinée à empêcher un encerclement de la Grande Armée en marche vers Moscou et à protéger ses lignes de ravitaillement. En outre elle constitue le passage d'une menace en direction de Saint-Pétersbourg. Français et Russes se disputent donc cette position. D'où les deux batailles qui s'y déroulent : la première en août 1812 arrête sur la Dvina les troupes d'Oudinot. Celles-ci repoussent cependant la contre-offensive russe de Wittgenstein et se fixent solidement à Polatsk et le long de la Dvina. La seconde en octobre où cette fois Wittgenstein parvient à déloger les troupes françaises commandée par Gouvion-Saint-Cyr, menaçant directement la retraite de la Grande Armée et ses dépôts de ravitaillement à Vitebsk et Minsk.

### La Première Guerre mondiale
Pendant la Première Guerre mondiale, Polatsk fut une tête de pont pour l'armée russe, devant faire face à un "front de l'Est" s'étirant du Nord au Sud sur plus de 4 000 km. Polatsk est mentionnée dans les souvenirs de guerre de Maria Botchkareva, dite "Yachka", lorsqu'elle connaît l'épreuve du feu dès 1915 dans un régiment d'hommes. Elle y accomplit ses premiers actes héroïques, suscitant l'admiration de toute la troupe. Après les coups d'Etat de 1917, la région est entièrement occupée par les Empires centraux, jusqu'au Traité de Brest-Litovsk qui entérine la situation.

### Seconde Guerre mondiale
Pendant la Seconde Guerre mondiale, Polotsk fut occupée par l'Allemagne nazie le 30 juin 1941. À cette époque, la ville comptait 45 000 habitants dont environ 60 % de Juifs. La plupart disparurent dans la Shoah et seulement 551 Juifs vivaient à Polotsk après la guerre. Pendant l'été 1944, la ville fut détruite à plus de 90 % par les combats au cours de l'opération Bagration. L'Armée rouge entra dans Polotsk le 6 juillet 1944 après plusieurs jours de combats. Après la guerre, la ville fut reconstruite.

## Population
Recensements (*) ou estimations de la population :
| 1817  | 1861   | 1865   | 1887   | 1897*  | 1923*  |
| ----- | ------ | ------ | ------ | ------ | ------ |
| 3 340 | 15 028 | 13 812 | 19 434 | 20 751 | 17 735 |

| 1926*  | 1939*  | 1959*  | 1970*  | 1979*  | 1989*  |
| ------ | ------ | ------ | ------ | ------ | ------ |
| 21 455 | 29 577 | 44 978 | 64 182 | 71 152 | 76 837 |

| 1999*  | 2009*  | 2014   | 2015   | 2016   | 2017   |
| ------ | ------ | ------ | ------ | ------ | ------ |
| 82 494 | 82 547 | 84 968 | 85 126 | 85 078 | 85 012 |

## Musée
L'ancienne église luthérienne de Polotsk abrite aujourd'hui le musée régional.

## Personnalités
- Rogneda de Polotsk (vers 962 - vers 1002), fille du prince Rogvold de Polotsk, elle fut l'épouse forcée de Vladimir Ier, grand-prince de Kiev
- Sainte Euphrosyne de Polotsk (1110-1173), fondatrice du monastère du Sauveur-Sainte-Euphrosyne
- Mary Antin (1881-1949), femme de lettres, née à Polotsk
- Boris Galerkine (1871-1945), mathématicien et ingénieur
- Gabriel Lenkiewicz (1722-1798), vicaire général des jésuites, né à Polotsk
- Francysk Skaryna, né à Polotsk vers 1486, imprimeur, traducteur, médecin, précurseur de la langue biélorusse
- Vladimir Alekno, joueur puis entraîneur franco-biélorusse de volley-ball,
- Marina Starostenkova, pianiste concertiste

## Jumelage
La ville est jumelée à :
- Alaverdi (Arménie)
- Bălți (Moldavie)
- Velikié Louki (Russie)
- Novgorod (Russie)
- Ventspils (Lettonie)
- Gdańsk (Pologne)
- Gotland (Suède)
- Jonava (Lituanie)
- Kamianets-Podilskyï (Ukraine)
- Mingachevir (Azerbaïdjan)
- Oboukhiv (Ukraine)
- Tosno (Russie)
- Trakai (Lituanie)
- Friedrichshafen (Allemagne)
- Elektrostal (Russie)
- Jarosław (Pologne)